# 陳儀

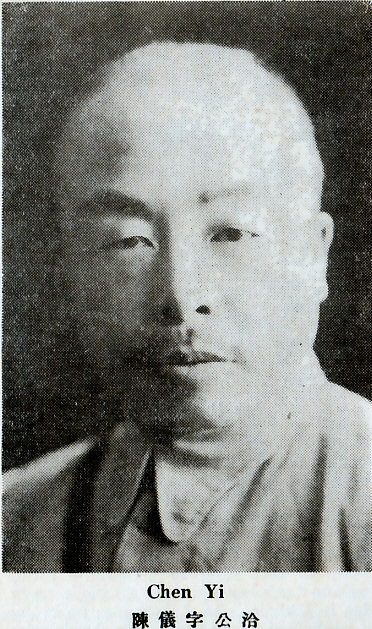
陳儀

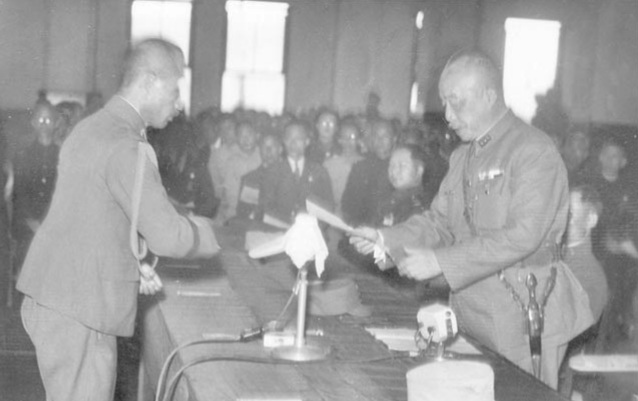
1945年10月25日，陳儀（右）發布署部字第一號命令後，在臺北公會堂接受大日本帝國第10方面軍司令官安藤利吉所簽名蓋章的受領證（經由第10方面軍参謀長諫山春樹（左）轉交給陳儀）

陳儀（1883年5月3日—1950年6月18日），幼名毅，改名儀，字公俠，後改字公洽，自號退素，浙江紹興人，中华民国军事人物、政治人物。日本陸軍大學畢業，中華民國陸軍二級上將，中國國民黨政學系成員。戰後擔任台灣省行政長官兼台灣省警備總司令部總司令，其任内於1947年上半年发生二二八事件，事後被解除行政長官等職務，是該起事件當中最具爭議的政治人物之一。
國共內戰末期，戰爭形勢急轉直下，陳儀曾勸告蔣中正，對國民黨喪失大陸政權要看開。1948年6月任浙江省政府主席。11月釋放浙江省警保處處長毛森（軍統特工）所逮捕的100多名中國共產黨嫌疑犯。1949年1月，陳儀在解放軍佔領浙江前夕擬投奔共產黨，並教唆京滬杭警備軍總司令湯恩伯投共，湯恩伯認為若毛森得知，深怕自己被牽連，故將此事呈報蔣中正。陳儀在1949年2月被免去浙江省主席職務，後來被軟禁。1950年4月，陳儀被押解到臺灣，後被囚禁於基隆。1950年5月，蔣中正以匪諜案命令臺灣軍事法庭判處陳儀死刑。同年6月18日清晨5時准許槍決，地點一說於臺北縣新店鎮（今新北市新店區）碧潭軍人公墓，一說於臺北市馬場町。

## 生平

### 早年生涯
陳儀早年娶同鄉沈蕙為妻。父親陳靜齋經營錢莊，母親王氏，育有2子2女。陳儀兄陳威曾於1912年至1925年擔任中國銀行副總裁。
陳儀早年接受私塾四書五經教育，曾入讀浙江求是書院。1902年到日本留學，期間曾參加光復會，據說與作家魯迅、許壽裳成為好友，三人時常同行。1907年日本士官學校第五期炮兵科畢業，1909年回中國。1911年辛亥革命時參與浙江獨立運動。1912年任浙江都督府陸軍部長，兼陸軍小學校長。1914年應召到北京任政事堂統率辦事處參議。
1916年陳儀到日本陸軍大學深造，第一期畢業。在日期間，受到日本教官賞識，許以女兒古月好子。後來好子隨陳儀回中國，並改名為陳月芳。
1919年回国，任总统府中将顾问。
1920年前后，任浙江地方实业银行董事长。
1924年10月，浙江地方人士迎直系孫傳芳入浙，委任夏超为浙江省長，任命陳儀为浙軍第一師師長，葛敬恩任第一師參謀長。
1925年被任命為徐州總司令。
1926年10月，夏超倒戈北伐的國民革命軍，孙传芳以陳儀取而代之。陳儀在葛敬恩建議下继续聯繫國民黨，倒戈國民黨，接受國民革命軍十九路軍軍長之職。12月22日，被孙传芳突袭，被捕押送南京。经蒋方震搭救，免于一死。孙败后任江北宣抚使，收拾孙残部。
1927年7月，任国民政府军事委员会委员。1928年3月到歐洲考察半年，重點考察德國兵工。返國後，1929年4月被蔣中正委以軍政部兵工署署長，頗獲賞識。是年5月，升任軍政部常務次長:34。
1934年閩變結束後，調任福建省政府主席兼綏靖主任，整理福建軍政。1937年抗戰後，身兼第二十五集團軍總司令，負責福建防務。1938年，陳儀因故槍殺軍統閩北站站長、福建省保安處諜報股股長張超，引發戴笠當面向蔣中正控訴，一時與軍統係關係緊張。CC派的中國國民黨福建省黨部主委陳肇英攻擊陳儀親日不遺餘力，掣肘陳儀人事安排，也對沈仲九延聘左派人士任職感到不滿，也與CC派關係緊張。1941年8月，遭南洋華商陳嘉庚向國民政府主席林森指控其於閩省統制經濟施政不當，又因福州被日軍攻陷，駐軍不戰而逃，遭撤職返回重慶，後由CC派劉建緒繼任福建省主席。1941年任行政院秘書長。1942年改任考核委員會主任委員。

### 與臺灣的關係

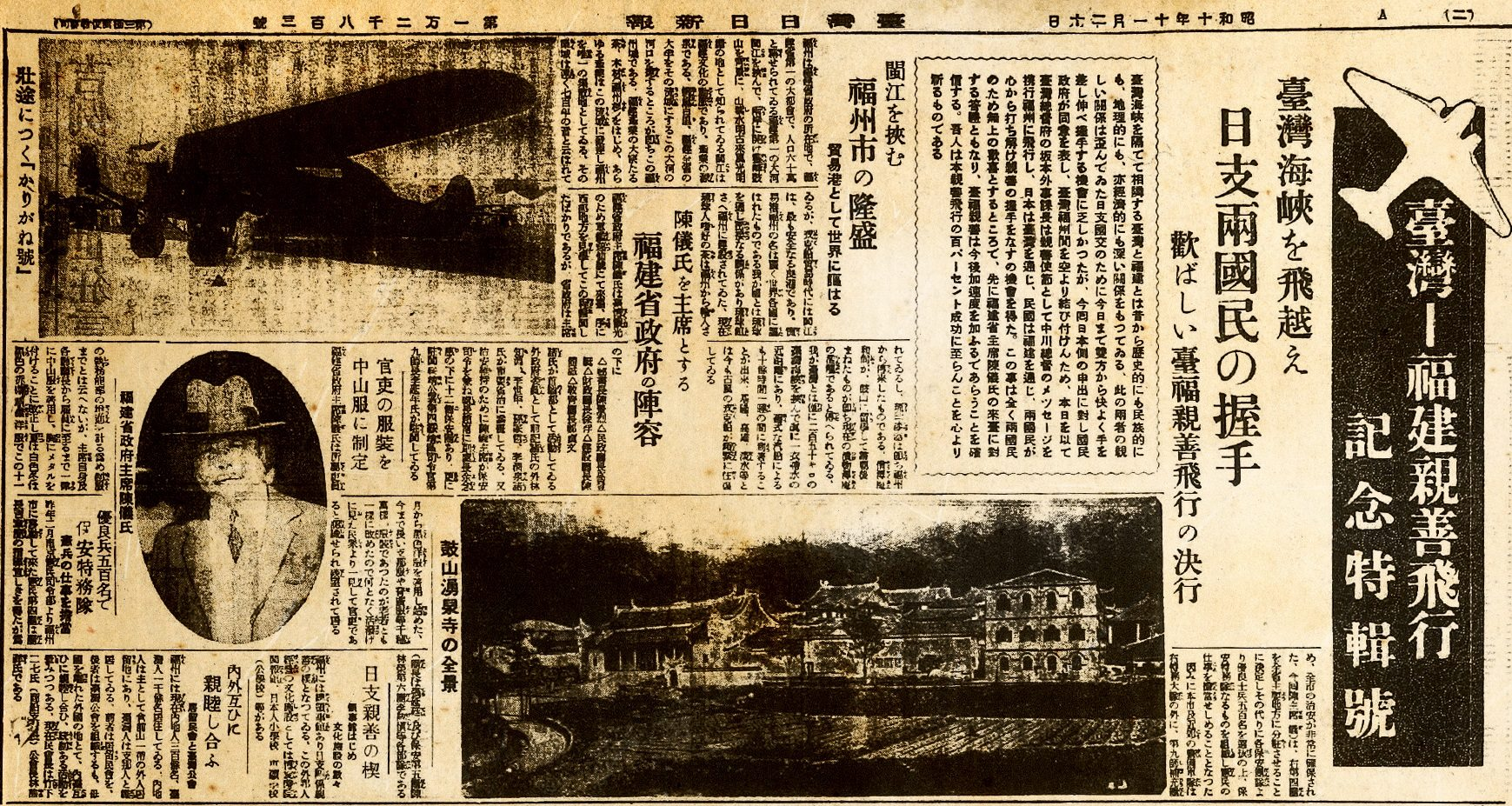
1935年時任福建省主席陳儀率團至臺灣考察，台灣日日新報之特別報導

1935年，日本在臺灣舉行「始政四十周年紀念台灣博覽會」。陳儀曾經留日多年，對日本頗富瞭解，同時又是與台灣最鄰近省分的長官，所以奉命赴台參觀，對台灣的高速發展感到驚訝，特別是相對中國大陸多年戰亂下的停滯不前，令陳儀深省與反思。之後陳儀再派人到台灣考察。1937年出版《台灣考察報告》，建議福建省學習台灣經濟。
1943年兼任代理陸軍大學校長:34。
1944年4月，國民政府行政院設立「台灣調查委員會」，任陳儀為主任委員（委員有沈仲九、錢宗起、夏濤聲、周一鶚、王芃生、胡福相、何孝怡等和臺籍的丘念台、謝南光、黃朝琴、游彌堅、李友邦等）。調查委員會對台灣日治時期的政治、經濟、民生、軍事等各方面作出頗為詳細的調查，報告書長達四十餘萬字。之後提出的《台灣接管計劃綱要》，亦獲政府的接納。
1945年日本無條件投降，二次世界大戰結束。8月，蔣介石設置台灣省行政長官公署:47。8月29日，蔣委任陳儀為台灣省行政長官，之後又委派兼任台灣省警備總司令部的總司令。10月24日，陳儀在美軍將領陪同下從上海飛抵台北。10月25日，依照盟軍總司令麥克阿瑟發佈的《一般命令第一號》規定，陳儀代表接受在台日軍第10方面軍司令官安藤利吉將軍的投降，並作為盟軍中國戰區蔣中正的代表，接收臺灣。

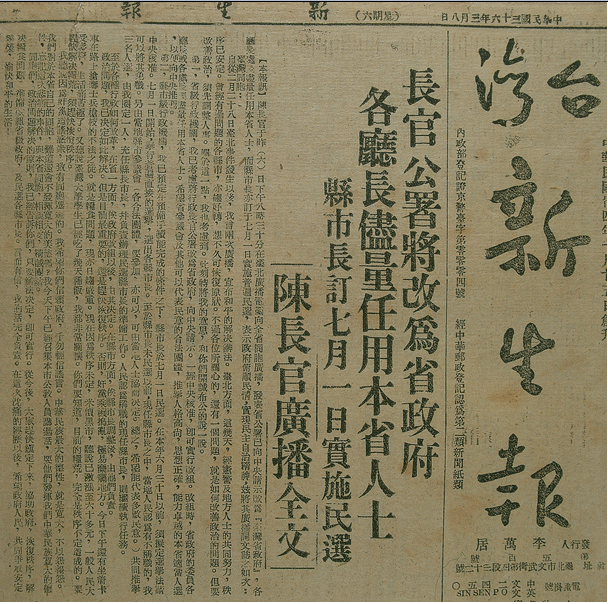
二二八事件期間，陳儀於3月6日公開承諾將舉行縣市長民選等民主化政治改革，暗中要求增援大軍由中國大陸抵臺鎮壓

此後多數高層日本籍官員遣返回日本，無論是使用閩南語的台灣閩南人，或客家話的台灣客家人，甚至是漢人以外的臺灣原住民，在多年日語教育下多不曉中文書寫，亦不能使用官話溝通；原有的日本人高層職位多改由中國大陸能通國語的外省人擔任，良莠不齊，不通閩南語、日語，貪污詐欺情事頻傳，涉足不良場所、不守紀律，時與民眾衝突，更是常為新聞媒體報導。而駐台灣的國軍多乘車用餐不付款、低價強購、賒借不認帳，乃至有偷竊、搶劫、詐欺、姦污婦女、開槍傷人等劣行。此外，政府隨意印刷通貨鈔票以應付財政支出（以至後來國府運黃金來臺，做為幣制改革的儲備金，一元新台幣換四萬舊台幣），並將米、布、鹽、糖等民生物資運往中國大陸以資助國共內戰，導致臺灣物質缺乏，民生困苦，工業、農業大幅倒退，經濟情況惡化，出現惡性通貨膨脹，物價一日三漲，民不聊生，路有餓殍，加上台灣人民飽受歧視、各方面備受打壓，臺灣人反感中國國民黨、南京國民政府與陳儀主掌的台灣省行政長官公署，反抗之聲頻傳。
1947年2月27日晚間，臺北菸酒專賣局葉得根、傅學通等六名查緝員出門辦案。一名寡婦林江邁在臺北市大稻埕太平町台北法主公廟對面之天馬茶房販賣香菸，兼及一些未稅的私菸，走避不及被沒收私菸，連已繳稅之菸品與身上財物亦不放過。林婦下跪哭求葉得根，緊抱葉得根腿部，葉竟以槍柄痛擊林婦頭部，頓時林婦血流如注、昏迷倒地。圍觀民眾義憤包圍查緝員，要求賠償林婦醫藥費，查緝員四散分逃，查緝員傅學通逃至永樂町（今西寧北路一帶），對空鳴槍示警，擊中在自宅門口觀看的市民陳文溪（20歲，胸部中彈，送醫次日死亡），史稱緝菸血案，更加引發民眾不滿。
2月28日，台灣爆發「二二八事件」；因對當局處理昨日「緝菸血案」方式不滿，台北市民早起結隊游行，並到市專賣局請願，因無人接見，更引起民眾不滿:8297。下午1時，民眾齊至台灣省行政長官公署請願，要求懲辦兇手，撤銷專賣局，遭軍警開槍射擊，數人死傷；市內停工、停課，民眾自發開會，並佔領廣播電台，向全省廣播，呼籲全省民眾支援台北民眾反貪官污吏之鬥爭:8297。過程中公署衛兵無預警對民眾開槍掃射，當場造成許多民眾死傷，使得民眾的情緒更為憤慨，局勢急遽惡化，請願演變為起義。下午3時，陳儀宣布戒嚴，出動軍警鎮壓:8297。消息傳出後，台灣全省各地均發生民眾反抗，響應台北之行動:8297。至此爆發一年多來因國民政府貪腐失政所累積的龐大民怨，由臺北市而起，全台響應反抗政府。政府與民眾衝突對抗之下，各地發生軍民衝突。陳儀接受台灣知名人士蔣渭川等提議，成立有台灣人參加之「二二八事件處理委員會」:51。
3月1日下午5時，陳儀向全台廣播，宣布處理辦法：一、懲凶；二、撫恤傷亡；三、今晚12時起解除戒嚴，禁止罷工、罷課、罷市、集會游行；陳儀廣播後，又秘密召集手下集議對付辦法，電請南京派兵到台灣並調台南鳳山部隊北上增援:8300。
3月2日，蔣介石電令駐京滬線之第二十一軍開赴台灣「平亂」，軍部及直屬營、連和第一四六師即日在吳淞上船直開基隆，第一四五師在連雲港集結候輪開高雄，限3月8日前到達，該軍到台後歸陳儀指揮:8300。全臺血腥鎮壓與清鄉，許多台灣菁英及平民百姓因此罹難。解嚴後，行政院官方調查的罹難人數約1.8萬至2.8萬人。
3月6日，陳儀發表廣播講話，表示準備改革省、縣行政機構，同時又秘密與部下策劃援軍到後之行動方案:8305。3月10日，陳儀下令解散台灣二二八事件處理委員會；台灣警備司令部通告取消台灣所有「非法」團體，禁止集會游行，並限令民眾上繳槍枝:8308。楊亮功致電于右任，報告抵台情形，稱與陳儀商議，對事變「將採鎮壓與安撫兼施辦法。」:8308
3月14日，台灣行政長官公署秘書長葛敬恩乘專機飛南京，代表陳儀向蔣報告事變經過；葛談話稱，2月28日暴動原因係日據時代遺留之鷹犬與近由海外遣回之台籍浪人受奸徒煽惑:8312。
美國駐華大使司徒雷登也向蔣介石提出備忘錄，批評陳儀的鎮壓行為，且要求陳儀撤職，由於擔心美援落空，蔣介石勉強接受撤換的意見。當各界撻伐陳儀的聲音風起雲湧，陳儀一手導演國大代表、參政員、省縣市參議會、各保甲長聯名電呈中央挽留自身職位的戲碼。3月17日，陳儀電請蔣介石表示辭職。3月18日，蔣介石批准請辭，並慰勉陳儀「收復台灣，勞苦功高，不幸變故突起，致告倦勤，殊為遺憾，現擬勉從尊意」。3月17日、18日兩晚，陳儀徵求蔣經國同意讓自己接任臺灣省主席，蔣經國堅決拒絕。3月22日，中國國民黨第六屆中央執行委員會第三次全體會議舉行第八次大會，會議通過將台灣省行政長官陳儀撤職查辦:8318。
4月5日，台灣省行政長官陳儀向省民作告別廣播，強調炎黃子孫應以中國人為榮:8329。4月22日，行政院會議議決：撤銷台灣省行政長官公署，改為台灣省政府，任命魏道明為主席，各廳增設副廳長，由台灣本省人擔任:8338。4月29日，行政院核定臺灣省政府委員、廳長和處長人選，全部22個職位中，有12名臺籍人士。5月11日，受二二八事件被政府撤職之原台灣省行政長官公署陳儀返回南京:8352，改任國民政府顧問。5月12日，陳儀受到蔣介石召見並共進午餐:8352。
5月15日，魏道明抵達臺灣，與行政長官公署進行交接。5月16日，首任台灣省政府主席魏道明在台北宣誓就職，宣布解除戒嚴令，結束清鄉工作，廢除新聞、圖書及郵電檢查，撤銷交通及通訊機構之軍事管制，台幣與法幣之比率改為1比44:8355。
1948年6月30日，蔣正式任命前台灣行政長官陳儀出任浙江省政府主席:8629。
陳儀晚年賦詩一首：「事業平生悲劇多，循環歷史究如何，癡心愛國渾忘老，愛到癡心即是魔」。

### 教唆湯恩伯率部投共被捕
1949年1月23日，傅作義投降中國共產黨，揚言「北平局部和平」，中国人民解放军遂入據故都北平:58。浙江省政府主席陳儀在中國共產黨人和中國國民黨革命委員會主席李濟深等人幫助下，決心以傅作義為榜樣:8795。1月上旬，京滬杭警備總司令湯恩伯向陳提出要和中共地下黨聯繫人作商談:8795。1月28日，陳派外甥丁名楠持親筆信赴上海見湯，函謂：「茲有xxx先生應邀去見你，請你和他暢談。我們以前的計劃他都同意，希迅速實行，以免夜長夢多。」:8795此函被上海警察局長毛森發覺，湯為個人安危，於次日將陳密函送溪口蔣介石處告密，並向蔣誓輸忠誠，自請誘捕陳儀歸案:8795。蔣得報，即命國防部保密局局長毛人鳳派特務對陳嚴密監視，並安排其心腹周碞準備接備陳儀職務:8796。
1949年2月，陳儀移交浙江省政府主席；因涉通中共有據，「到滬後即被看管」:157。蔣經國函電宋美齡：「陳儀曾聯絡共匪謀和幸早得發現未成事實時局不安人心大變前途殊堪憂也兒」:86。

### 槍決

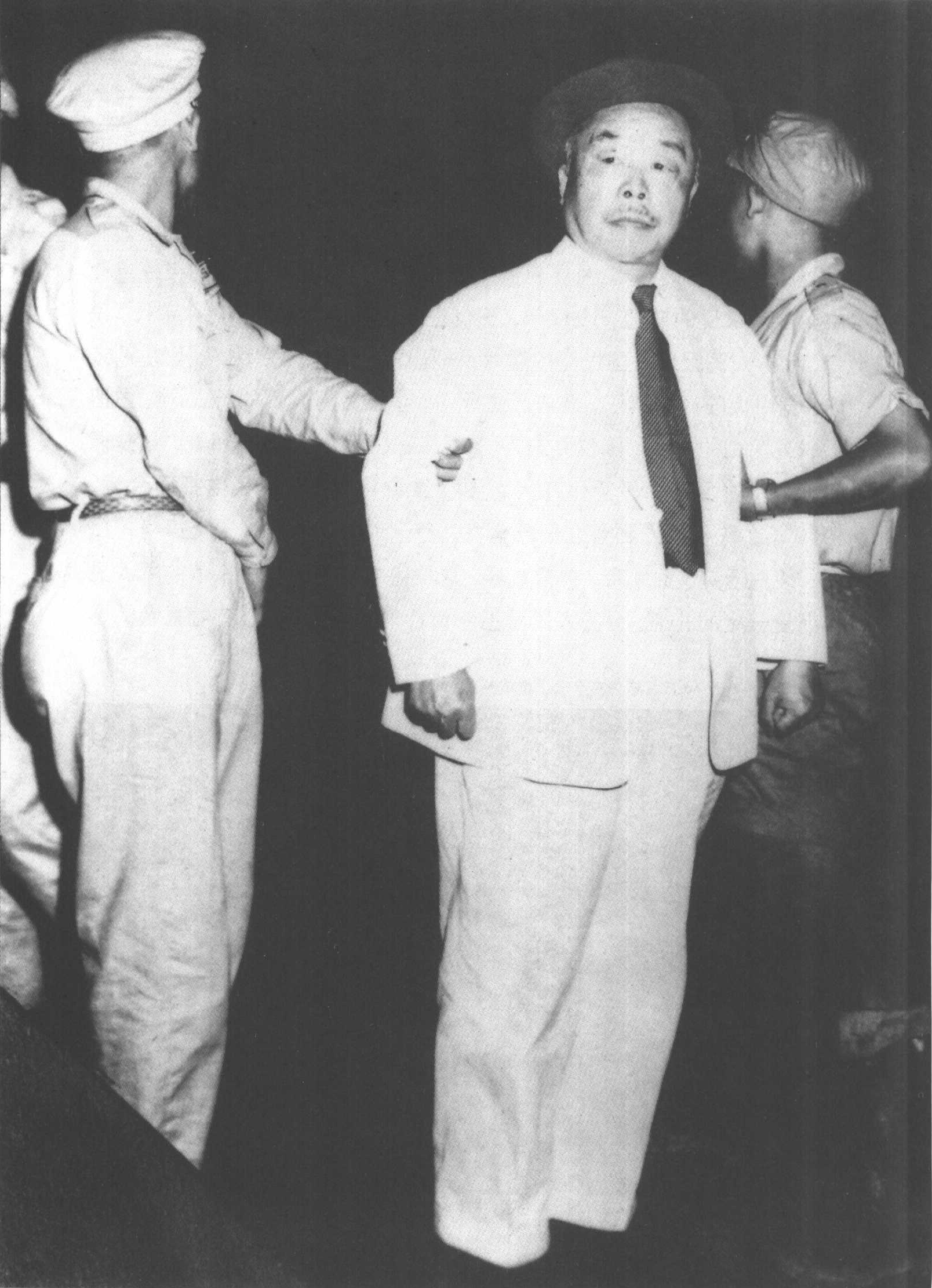
槍決前的陳儀

1950年4月，陳儀被押到台灣後，「即對任何人不再發一言一語，終日如老僧入定。」先囚禁於基隆港旁的旭丘招待所，又轉移到萬華的憲兵第四團看守所。5月19日，蔣介石親下手諭紙條「槍決可也」，指示台湾军事法庭判決陳儀死刑。陳儀死前由福建共同推行過「新生活運動」的「五虎上將」蔣鼎文打理一切。蔣介石命保密局局長毛人鳳辦理此事，毛人鳳隨即下令委由技術總隊少將隊長杜長城辦理，杜又指派部下中校大隊長劉學仁處理此事。
6月18日凌晨2時，據李國輝回憶道，劉學仁選派幹員朱國瀛、魏俊慧、伍祖蔭、李國輝等人負責，令朱國瀛（曾於1949年底在香港啟德機場爆破投共民航機八架）行刑，劉學仁害怕陳儀情緒波動不利槍決，欺騙陳儀說蔣介石要召見他，陳儀起身盥洗沐浴，並用早餐，還盛裝打扮，穿戴淡黃色禮帽，配上黃色西裝外套、白襯衫，並配上派克對筆，手戴勞力士白色手錶，衣冠楚楚地上車，車行至新店空軍公墓，保密局派遣攝影師范德福守候拍照，陳儀一見相機，方知原來是押往槍決，陳儀腿軟不前，李國輝與魏俊慧一左一右，扶陳儀至一名上校軍法官面前，軍法官驗明正身之後，即宣讀判決書，並說：「奉 總統手批，執行槍決，你有甚麼話說沒有？」陳儀強作鎮定，答曰：「我人死，精神不死，我流的血，是替京滬杭一千八百萬同胞流的血。」亦即坦承自己通共，說完即俯首不語，軍法官又問：「那對你的親人子女，還有甚麼話要說？」陳儀沈思片刻，回答：「沒有。」隨即向行刑者說：「向我的頭開槍。」然而保密局已經決定向他的背部開槍，以保存其面貌完整，朱國瀛向他背後連開兩槍，陳儀摔了個四腳朝天，仍不死，呼吸甚為急促，劉學仁衝上前去，又補了一槍，方使陳儀斃命 。
中央社記者龔選舞在其回憶錄提到陳儀之死時指出，國防部軍法局通知他與攝影師兩個人，請他們現在到極樂殯儀館（當時台北唯一的殯儀館），龔和攝影師「王介生」去了，他看見一張木板床上，一個人穿著軍裝，留著鬍子，已經化妝過，面貌很慈祥的樣子，這個人就是陳儀，「為什麼叫我們去看、去照相呢？這和槍斃共諜吳石原因一樣，找中央社拍照，呈給蔣中正看。」
有一說陳儀伏法於專門槍殺政治犯的馬場町。郭冠英則表示，保密局本欲在馬場町執法，後聽聞蔣渭川等人打算組團圍觀陳儀死狀，為了保障陳儀尊嚴，於是改在新店執法，使蔣渭川等人因此撲空。

### 死後
陈仪伏誅后，蔣介石對其罪狀，在日記裡以嚴厲告誡的口吻寫道：「昨抵高雄知陳儀已於昨晨伏法槍決，據報其態度崛強，可謂至死不悟，乃知共匪宣傳之深入，甚至此種萬惡官僚之腦筋，亦為其所迷妄而改變，不知其有國家民族，而反以迎合青年為其變節來由矣。宣傳之重要有如此也」。其義子湯恩伯「在其臺北三峡寓所中，如丧考妣，终宵绕室徬徨，复在私宅堂屋设灵堂，一连自书輓幛多幅」。陈仪死後，湯恩伯出資約兩千元新臺幣，為其購置一褐色棺材，由五弟陳錚收尸火葬，骨灰埋於今新北市五股區，立碑曰：「陈公退素之墓」，不寫本名，以避免受到報復、盜墓。其墓園的位置曝光後，時常遭人噴漆破壞，2013年更被發現墓碑與骨灰已失蹤，是遭破壞或已遷葬尚眾說紛紜，不過從現場跡象研判，遷葬的可能性較大。陳儀在遺言中強調，他是替京滬杭1,800萬人民流血，又因他本有意投共，中共對陳儀家屬與後人亦多所照顧。2011年，陳儀的外孫項斯文將陳儀的骨灰用一個背包偷偷背回上海，最終在2014年6月安放在杭州安賢園。

## 家庭
- 父亲陳炳鏞，號静斋，日本正金银行买办、杭州正祥盛绸庄老板。
- 原配妻子沈蕙，紹興東浦人，兩人並無子嗣。
- 第二任妻子為日本人古月好子，後改名陳月芳，兩人並無子嗣。
- 陳儀雖無親生子嗣，但陳儀兄長女兒陳文英自幼過繼給陳儀，兩人親同父女。陳文英後嫁予德國柏林大學畢業醫學博士項經方為妻，項經方成為陳儀女婿。兩人育有陳儀外孫項斯文。
- 兄长陈威曾于1912年至1925年担任中国银行副总裁。五弟陳錚為陳儀收屍殮葬。
- 妹夫袁守謙為陸軍二級上將，於1954至1960年擔任交通部部長。
- 外甥丁名楠，历史学家。

## 對陳儀的評價
蔣中正在日記中批評陳儀「態度倔強」、「至死不悟」、「萬惡官僚之腦筋」、「迷妄」。
臺灣方面對陳儀的評價大多是批判的，並不分泛藍或泛綠。不論是其政治上的失策，引發省籍不平等的疑慮；經濟上的無能更是使本省人民不聊生。相較於戰前日本官、軍之紀律嚴明，陳儀部下之官僚風氣卻是貪腐無比，顯示陳儀治臺完全失敗。臺北市二二八和平紀念公園內的紀念碑，碑文稱陳儀「顢頇剛愎，壹面協調，壹面以士紳為奸匪叛徒，逕向南京請兵」。
作家李敖認為蔣中正為二二八事件負上主要的責任，不應該由被處死的陳儀來頂罪，而他在國共內戰時都「打得焦頭爛額」。
1980年6月9日，中共中央統戰部、中共中央調查部追認陳儀為“為中國人民解放事業貢獻出生命的愛國人士”。陳儀故居現在成為杭州市文化和旅遊局辦公大樓。

## 延伸阅读
[在维基数据编辑]
 在维基共享资源阅览影像、分类

## 与陳儀相關的史料與研究
（按照作者姓氏漢語拼音順序排列）
- 陳芳明，1988，〈陳儀與謝雪紅：二二八人物的再評價〉。《台灣文化》：13-19。
- 陳景峰，2001，〈戰後陳儀與CC派在台灣電影產業上的爭奪〉。《台灣風物》51：95-125。
- 古怡青，1994，〈陳儀治台與二二八事變〉。《史苑》：78-93。
- 黃英哲，1998，〈台灣省編譯館研究（1946.8 - 1947.5）：陳儀政府台灣文化重編機構研究之一〉，見張炎憲、陳美蓉、楊雅慧編，《二二八事件研究論文集》，頁93-118。台北：財團法人吳三連台灣史料基金會。
- 黃英哲，2001，〈台灣省行政長官署宣傳委員會研究（1945.11-1947.3）：陳儀政府台灣文化重編機構研究之二〉。《台灣歷史學會會訊》：24-40。
- 鄭士鎔，《鄭士鎔細說二二八與陳儀〉，《傳記文學》2006年3月号，美国《侨报》2007年3月1日至9日连载。
- 郑衣德，〈郑士镕还原真相初衷〉，2007年3月22日，美国《侨报》。
- 賴澤涵，1991，〈陳儀與閩、台、浙三省省政（一九二六 - 一九四九）〉。台北：[中華民國建國八十年學術討論會]。
- 李筱峰，1992，〈「二二八事件處理委員會」與陳儀的對策〉，見二二八民間研究小組，《二二八學術研討會論文集（1991）》，頁167-94。台北：二二八民間研究小組、台美文化交流基金會、現代學術研究基金會。
- 全國政協文史資料研究委員會、浙江省政協文史資料研究委員會、福建省政協文史資料研究委員會編，1987，《陳儀生平及被害內幕》。北京：中國文史出版社。
- 石弘毅，2000，〈陳儀的「悲劇性格」〉。《歷史月刊》：28-34。
- 蘇嘉宏、王呈祥，2003，〈陳儀在台主政期間（1945-1947）的經濟政策：孫中山先生「民生主義」的實踐與背離〉。《國立國父紀念館館刊》：55-70。
- 王之相，2014，《陳儀：為理想一生懸命的悲歌》。台北：黎明文化。
- 王曉波編，2004，《陳儀與二二八事件》。台北：海峽學術出版社。
- 翁嘉禧，1997，〈陳儀時期台灣經濟政策之研究〉。國立中山大學中山學術研究所博士論文。
- 伍國，2010，〈陳儀與魯迅的交往初探〉。魯迅研究月刊。
- 薛月順，1998，〈陳儀與台灣省行政長官公署的興廢〉。《國史館館刊》24：27-50。
- 严如平，2011，《陈仪全传》，人民出版社。
- 張富美，1992，〈陳儀與福建省政（1934-1941）〉，見二二八民間研究小組，《二二八學術研討會論文集（1991）》，頁9-26。台北：二二八民間研究小組、台美文化交流基金會、現代學術研究基金會。
- 招麥漢，1947，《陳儀大鬧台灣》。香港：風雨書屋。

## 外部連結
- 台灣新文學史-陳芳明教授主講-【陳儀】 （页面存档备份，存于）

| 前任： 安藤利吉 （台灣總督） | 台灣首長                                             | 繼任： 魏道明 （台灣省主席） |
| 新頭銜                       | 中華民國台灣省行政長官 1945年10月25日－1947年4月22日 | 後一同性質職務：台灣省主席   |